# Wstańcie, chodźmy!
Wstańcie, chodźmy! – książka papieża Jana Pawła II, wydana w Polsce przez Wydawnictwo Św. Stanisława BM w maju 2004 roku. Tytuł książki pochodzi od słów, które wg Ewangelii Mateusza, skierował Chrystus do Apostołów po modlitwie w Ogrójcu.
Treścią książki jest refleksja o czasach, kiedy Karol Wojtyła został biskupem (1958), a także po 1978 roku, kiedy został wybrany na stolicę apostolską.
Pierwsze polskie wydanie w oprawie graficznej Olgierda Chmielewskiego, było ilustrowane zdjęciami autorstwa Studia ST / Lenartowicz, Zaucha i posiadało na okładce zdjęcie autorstwa Adama Bujaka. W limitowanej wersji bibliofilskiej (oprawa w białą i brązową skórę) na okładce umieszczono zdjęcie autorstwa Studia ST.
W 2004 roku w krakowskim wydawnictwie Biały Kruk książka ukazała się jako album z fotografiami Adama Bujaka.